# Ichirō Ozawa
Ichirō Ozawa (jap. 小沢一郎 Ozawa Ichirō; ur. 24 maja 1942), japoński polityk, były członek Partii Liberalno-Demokratycznej, były lider Partii Nowa Granica i Partii Liberalnej. Jest jedną z najważniejszych postaci japońskiej polityki ostatnich dekad. W latach 2006–2009 przewodniczący Partii Demokratycznej, największej partii opozycyjnej.

## Początki kariery
Ozawa urodził się w 1942 w Shitaya (dzisiejsze Taitō) w Tokio. Studiował ekonomię na Uniwersytecie Keiō. Po raz pierwszy w skład Izby Reprezentantów został wybrany w 1969, będąc zwolennikiem premiera Kakuei Tanaki. W latach 80. był dobrze znany, jawiąc się razem z Tsutomu Hatą i Ryūtarō Hashimoto jako nowa generacja przywódców PLD. Jego rywalizacja z Hashimoto była szczególnie widoczna i określana przez prasę mianem wojny Ichi-Ryu.
Po latach zasiadania w kluczowych komisjach parlamentarnych, Ozawa w 1985 otrzymał pierwszą ministerialną nominację zostając ministrem spraw wewnętrznych w rządzie Yasuhiro Nakasone. W 1989 został sekretarzem generalnym Partii Liberalno-Demokratycznej (PLD). Ozawa był zdecydowanym zwolennikiem reform politycznych, dlatego też był sfrustrowany japońską biernością w polityce zagranicznej, widoczną szczególnie w czasie I wojny w Zatoce w 1990.

## Wyjście z PLD
Dzięki umiejętności stawiania właściwych kroków, pozycja Ozawy wewnątrz PLD szybko wzrastała. Doprowadziło to do powstania przeciwko jego osobie kilku frakcji. Starsi liderzy sceptycznie podchodzili do jego zdolności, widząc w nim głównie młodego karierowicza.
Ozawa związał się w tym czasie z dawnym sprzymierzeńcem Tsutomu Hatą. W 1993 Ozawa i Hata nieoczekiwanie wystąpili z PLD razem z 44 innymi posłami tej partii i założyli Japońską Partię Odnowy. W ten sposób zakończył się okres 38-letniej dominacji Partii Liberalno-Demokratycznej w japońskiej polityce.

## Koalicja
Odejście Ozawy z PLD spowodowało utratę przez nią większości w parlamencie. Wykorzystując to, Ozawa doprowadził do powstania koalicji 4 partii i jego Japońskiej Partii Odnowy, dysponującą wymaganą większością głosów. Na czele nowego rządu stanął Morihiro Hosokawa, lider koalicyjnej Japońskiej Nowej Partii.
Ozawa postrzegany był jako główna siła i główny rozgrywający w koalicji. W 1993 opublikował swój program polityczny, który zamieścił w książce pt. "Plan dla nowej Japonii". Zawarł w niej plan politycznych i wojskowych reform, które miały przemienić Japonię w normalny naród. Publikacja wzbudziła znaczne zainteresowanie w kraju i za granicą. Ozawa postulował m.in. bardziej zdecydowaną postawę Japonii w sprawach międzynarodowych
Zdecydowane poglądy i ostre przywództwo Ozawy nie podobało się jednak koalicjantom i spowodowało tarcie z Japońską Partią Socjalistyczną. Ostatecznie partia ta opuściła szeregi koalicji w czerwcu 1994, co doprowadziło rząd do upadku. Władzę przejęła ponownie PLD w koalicji razem z socjalistami.
W 1994 Japońska Partia Odnowy połączyła się z Partią Nowa Granica. W 1995 Ozawa został jej liderem.

## Partia Liberalna
Autokratyczny styl przywództwa Ozawy ponowne doprowadził do odwrócenia się od niego dawnych sojuszników. W 1996 partię opuścił Tsutomu Hata. W 1998 Ozawa rozwiązał Partię Nowa Granica i w jej miejsce utworzył Partię Liberalną. Partia Liberalna przystąpiła do szerokiej opozycji przeciw rządzącej Partii Liberalno-Demokratycznej.

## Partia Demokratyczna
W 2003 Partia Liberalna przyłączyła się do Partii Demokratycznej, największej partii opozycyjnej. 7 kwietnia 2006 Ichirō Ozawa został wybrany przewodniczącym Partii Demokratycznej i jednocześnie stał się liderem opozycji.
11 maja 2009 Ichirō Ozawa ogłosił rezygnację ze stanowiska przewodniczącego Partii Demokratycznej. Jego rezygnacja była następstwem skandalu finansowego w partii. Jeden z doradców Ozawy został oskarżony o przyjęcie nielegalnych środków w wysokości 21 mln jenów od jednej z japońskich firm, przeznaczonych na finansowanie działalności i kampanii wyborczej Partii Demokratycznej. 16 maja 2009 jego następcą został wybrany Yukio Hatoyama.
4 września 2009 Ozawa objął stanowisko sekretarza generalnego Partii Demokratycznej, które zajmował do czasu rezygnacji z urzędu przez premiera Yukio Hatoyamę 8 czerwca 2010.
Po przegranych przez Partię Demokratyczną wyborach do Izby Radców, 14 września 2010 wziął udział w wyborach nowego przewodniczącego partii. Przegrał jednak z premierem Naoto Kanem, stosunkiem głosów 721 do 491.